# Friedrich Schubert (Kriegsverbrecher)
Friedrich „Fritz“ Schubert (griechisch Φριτς Σούμπερτ; vermutl. 21. Februar 1897, Dortmund – 22. Oktober 1947, Heptapyrgion) war ein Unteroffizier im Range eines Oberfeldwebels in der Deutschen Wehrmacht. Als Kommandant des Jagdkommandos Schubert, einer paramilitärischen Truppe, terrorisierte er die Zivilbevölkerung während der Besetzung Griechenlands durch die Achsenmächte im Zweiten Weltkrieg und beging zahlreiche Gräueltaten auf Kreta und in Mazedonien.
Vor einem Sondergericht für Kriegsverbrecher in Athen wurde er der Tötung von über 250 Zivilisten für schuldig befunden, 27 Mal zum Tode verurteilt und hingerichtet.

## Frühes Leben
Über Schuberts Leben vor dem Zweiten Weltkrieg sind nur wenige Details bekannt. Einige Kreter glaubten, dass Schubert als Petros Konstantinidis (griechisch Πέτρος Κωνσταντινίδης) (diesen Namen verwendete er, als er durch die griechische Polizei verhaftet wurde) geboren wurde, Sohn eines reichen Tabakhändlers in Smyrna und einer türkischen Mutter, und in jungen Jahren nach Deutschland emigrierte. Dort trat er in die Nationalsozialistische Deutsche Arbeiterpartei (NSDAP) ein und wurde ein überzeugter Nazi.
Es gilt jedoch als erwiesen, dass Schubert Deutscher war und 1897 in Dortmund geboren wurde. Im Ersten Weltkrieg diente er in der kaiserlichen deutschen Armee und kämpfte möglicherweise in der Türkei. Er gab an, mit dem Eisernen Halbmond ausgezeichnet worden zu sein und trug ihn stolz zur Schau. Im Jahr 1918 kehrte er möglicherweise nach Dortmund zurück und wurde Maschinenschlosser. In den 1920er Jahren arbeitete er in der Türkei für die türkischen Behörden. Schubert heiratete 1925 in Smyrna eine Italienerin und emigrierte nach Alexandria, Ägypten, wo er etwa fünfzehn Jahre lang blieb. Im Januar 1934 wurde er Mitglied der NSDAP, und nach Ausbruch des Zweiten Weltkriegs kehrte Schubert nach Dortmund, Deutschland, zurück. Als Deutschland im April 1941 in Griechenland einmarschierte, wurde er im April und Mai 1941 zum Militärdolmetscher ausgebildet (er sprach bereits Griechisch, Türkisch, Italienisch und Arabisch) und wurde im Juni 1941 zum Unteroffizier befördert.

## Unteroffizier der Wehrmacht
Schubert trat im Sommer 1941 erstmals auf Kreta in Erscheinung, und zwar als Militärdolmetscher bei der deutschen Ortskommandantur in Chania unter General Alexander Andrae, dem Befehlshaber des besetzten Kreta. Vermutlich im August 1941 wurde er zur Kreiskommandantur in Rethymno versetzt. Im Herbst 1941 wurde Schubert erneut nach Heraklion zur Spionageabwehr unter dem Kommando des griechischsprachigen Majors Hartmann (Vorname unbekannt) versetzt. Da er Türkisch sprechen konnte und einen starken türkischen Akzent hatte, wenn er Griechisch sprach, gaben ihm die Kreter den Spitznamen „der Türke“.
Major Hartmann organisierte die erste bewaffnete Gruppe von pro-nazistischen Kretern, die hauptsächlich aus der Familie Tzoulias im Dorf Krousonas stammten. Obwohl Schubert an Kriegsverbrechen beteiligt war, gibt es keine Beweise dafür, dass er bis Juni 1942, als er das Kommando übernahm, an der Pro-Nazi-Gruppe in Krousonas beteiligt war. Schubert rekrutierte mehrere verurteilte griechische Kriminelle und andere pro-nazistische Kreter aus Krousonas.
Im April 1943 wurde Schubert zur deutschen Feldgendarmerie-Ortskommandantur 981 in Chania versetzt, die Oberleutnant Herbert Glebin unterstellt war. Die Beziehungen zwischen Schubert und Hartmann wurden immer angespannter und Hartmann ordnete die Inhaftierung Schuberts im Agia-Gefängnis außerhalb von Chania an. Schubert wurde auf Befehl von Generalleutnant Bruno Bräuer, dem Kommandanten des besetzten Kreta, der nach dem Krieg als Kriegsverbrecher verurteilt und hingerichtet wurde, freigelassen. Bruno Bräuer gab Schubert (jetzt Oberfeldwebel) völlige Handlungsfreiheit, um den Widerstand zu unterdrücken, ohne Rechenschaft abzulegen. Im September 1943 wurde die Schubert-Gruppe offiziell als Jagdkommando Schubert, auch „Nationales Kommando zur Verfolgung von Kriminellen/Kommunisten“ genannt, aufgestellt: Εθνικό Απόσπασμα Καταδίωξης Κακοποιών/Κομμουνιστών, (ΕΑΚΚ) im Osten Kretas.
Das Jagdkommando Schubert war eine antikommunistische Miliz, die lokale Widerstandskämpfer und deren Helfer gefangen nehmen sollte. Die Soldaten waren italienisch gekleidet, die Offiziere trugen Wehrmachtsuniformen und wurden unter den Kretern als Schuberei, Schubertianer oder Schuberiten (griechisch: Σουμπεραίοι, Σουμπερτανοί, Σουμπερίτες) bekannt. Sie waren berüchtigt für ihre sadistischen Praktiken bei Angriffen auf die Zivilbevölkerung, die Schläge, Folterungen, Erschießungen und die Zerstörung zahlreicher Dörfer auf Kreta und Makedonien (z. B. Oropedio Lasithiou, Rodakino, Kali Sykia, Kallikratis usw.) umfassten. Noch heute gilt es auf Kreta als schwere Beleidigung, jemanden als Schuberitis zu bezeichnen, gleichbedeutend mit Verrat und Grausamkeit.
Diese Ereignisse hatten die örtlichen Widerstandskämpfer und die britischen Agenten so erzürnt, dass sie die Schuberei um jeden Preis ausschalten wollten. Bald verlor Schuberts Einheit ihre Effektivität, da sie ohne die Eskorte einer großen Wehrmachtsschutztruppe nicht außerhalb ihres Stützpunktes operieren konnte. Es ist auch möglich, dass die deutschen Offiziere auf Kreta erzürnt waren, weil Schuberts Praktiken selbst für die Verhältnisse in Nazideutschland zu grausam waren. Daher wurde Schubert im Januar 1944 von Bruno Bräuer aufgefordert, Kreta zu verlassen. Die Männer in seiner Gruppe wurden vor die Wahl gestellt, auf Kreta zu bleiben oder ihm nach Mazedonien zu folgen. Etwa die Hälfte seiner Männer wurde nach Mazedonien versetzt, wo sie das Freiwilligen-Bataillon Saloniki unter dem Kommando des Kollaborateurs Georgios Poulos verstärkten. In Mazedonien setzte Schuberts Gruppe ihre abscheulichen Aktivitäten fort und war u. a. für die Massaker von Chortiatis und Giannitsa verantwortlich.
Als sich die deutsche Armee im Oktober 1944 aus Mazedonien zurückzog, zogen sich auch Schubert und 70 seiner Männer nach Jugoslawien zurück und blieben dort für einige Monate. Im Februar 1945 kam Schubert in Wien an, und bevor die Rote Armee die Stadt einnahm, ging er nach Schwaz in Westösterreich. Als die US-Armee in Schwaz eintraf, gaben sich Schubert und seine Geliebte als griechische Displaced Persons aus und wurden in einem Lager in Innsbruck untergebracht, wo sie auf ihre Überführung nach Griechenland warteten.

## Verhaftung und Verurteilung nach dem Zweiten Weltkrieg
Schubert versuchte, nach Griechenland zurückzukehren, weil er bei seiner Geliebten sein wollte oder weil er keine andere Wahl hatte. Am 5. September 1945 kam er unter dem falschen Namen Kostantinos Konstantinidis (Κωνσταντίνος Κωνσταντινίδης) auf dem Militärflughafen Eleusina an Bord eines Flugzeugs an, mit dem ehemalige KZ-Häftlinge aus München nach Griechenland zurückgebracht wurden. Bei seiner Vernehmung durch griechische Polizeibeamte gab er nur unzureichende und vage Antworten und wurde zur weiteren Vernehmung in Gewahrsam genommen. In der Haft wurde er von verschiedenen Zeugen als Friedrich Schubert erkannt und wegen Kriegsverbrechen angeklagt. Am 5. August 1947 wurde er des 271fachen Mordes und verschiedener anderer Verbrechen für schuldig befunden, darunter Brandstiftung, Niederbrennen zahlreicher Dörfer, Vergewaltigungen, kaltblütiger Mord an Frauen und Kindern, Kriegsbeute und Diebstahl. Für diese Verbrechen wurde Schubert 27 Mal zum Tode und zu mehreren tausend Jahren Haft verurteilt. Er wurde am 22. Oktober 1947 in Eptapyrgio, Thessaloniki, durch ein Erschießungskommando hingerichtet.